# Sassi Ritti
Il complesso megalitico dei Sassi Ritti si trova all'isola d'Elba, non distante dal paese di San Piero in Campo e dalla necropoli villanoviana dello Spino, a 327 m di altitudine.  I quattro menhir aniconici - che sono all'origine del toponimo stesso - componevano inizialmente un tipico allineamento di monoliti rivolti in direzione nord-sud, secondo un probabile culto solare riconducibile alle cosiddette filarate esistenti in Corsica e Sardegna. Nei pressi del sito, in passato, furono rinvenute sepolture e strumenti in ossidiana sarda proveniente dal Monte Arci.
Non distante dal sito archeologico, in località Moncione, sorge una capanna in pietra edificata da Mamiliano Martorella intorno al 1930 per uso agricolo insieme ad un grande mulino idraulico (Mulino di Moncione) ampliato dopo il 1890 dal possidente locale Pompeo Battaglini.

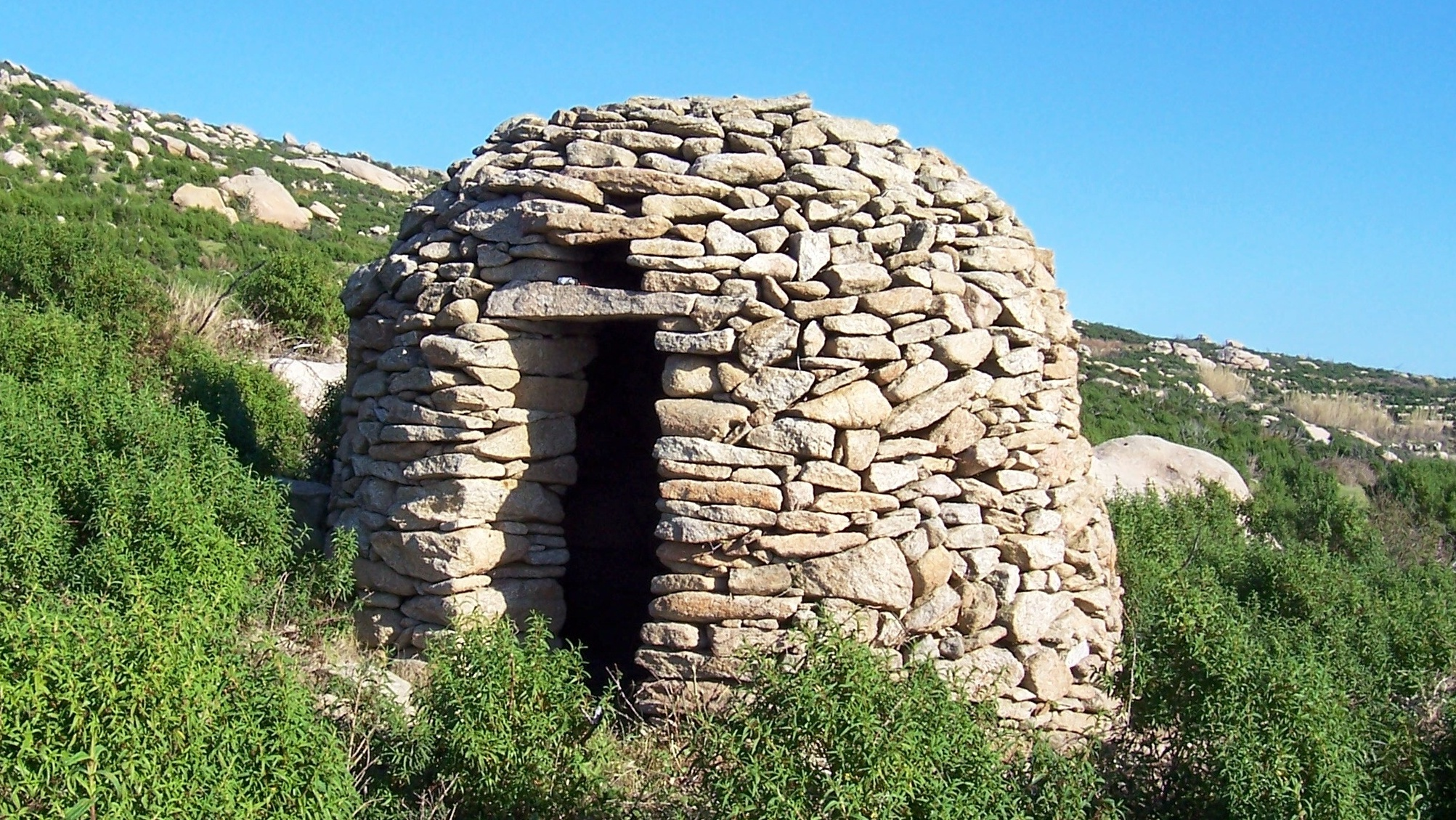
Capanna di Moncione